# Cascade Tunnel

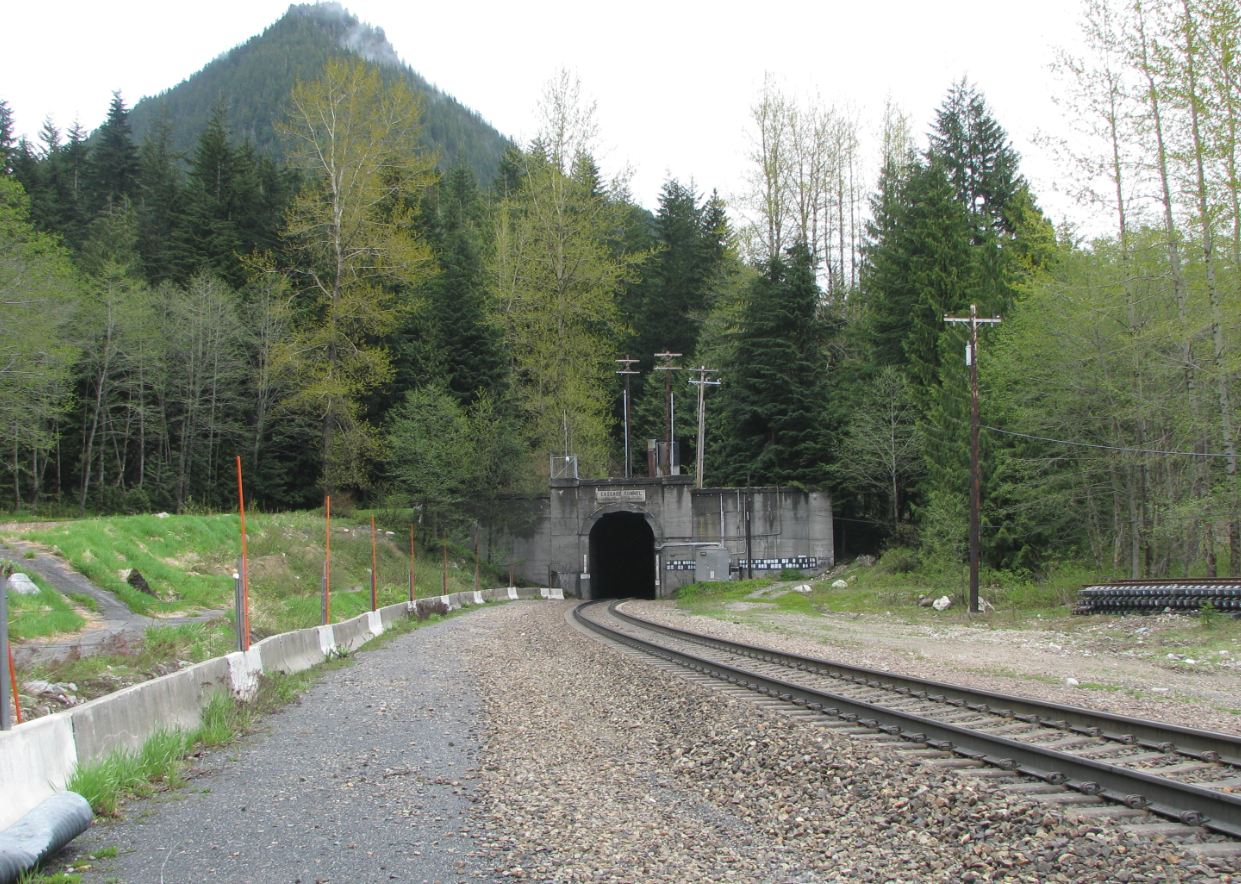
Das Westportal des neuen Cascade Tunnels

Der Cascade Tunnel ist ein eingleisiger Eisenbahntunnel und verläuft unter dem Stevens Pass durch die nordamerikanische Kaskadenkette. Der Name Cascade Tunnel bezeichnet sowohl den aktuellen Tunnel zwischen Scenic und Berne im US-Bundesstaat Washington mit einer Länge von 12,5 km als auch einen älteren, 1929 stillgelegten Scheiteltunnel zwischen Tye (vormals Wellington) und dem Betriebsbahnhof Cascade Station mit einer Länge von 4,2 km.

## Der alte Tunnel
Der erste Tunnel ersetzte die alte Eisenbahnstrecke über den Stevens Pass, welche 8 Spitzkehren aufwies und auf der heftige Schneefälle den Betrieb im Winter erschwerten.

### Bau
Die Bauarbeiten begannen am 20. August 1897 unter Leitung von John Frank Stevens, nach dem auch der Stevens Pass benannt ist.
Am 20. Dezember 1900 wurde der Tunnel dem Betrieb übergeben.

### Betrieb

#### Dampfbetrieb
Nach der Eröffnung wurde der Tunnel mit Dampflokomotiven befahren. Die 17 ‰-Steigung innerhalb des Tunnels war für die ostwärts fahrenden Züge eine Herausforderung. Den 1300 bis 1400 Tonnen schweren Zügen waren jeweils zwei Mallet-Lokomotiven vorgespannt. Alle Züge hielten im Bahnhof vor dem westlichen Tunnelportal, damit die Feuer der Lokomotiven mit speziell hochwertiger Kohle beschickt werden konnten und das Feuer verkokt werden konnte, sodass möglichst alles überflüssige Gas aus der Kohle entweichen konnte und möglichst wenig Rauch im Tunnel entstehen sollte. Dieser Vorgang dauerte eine Stunde oder länger, bis die Lokomotiven für die Fahrt durch den Tunnel bereit waren.
Für die Fahrt durch den Tunnel mussten die Züge geteilt werden, sodass zwei Lokomotiven mit nicht mehr als 1000 t in die Steigung fahren mussten. Obwohl der Tunnel in Ost-West-Richtung angelegt war und der vorherrschende Westwind zur Lüftung des Tunnels beitragen sollte, war es bei ungünstigen Witterungsverhältnissen fast unmöglich, den Tunnel zu befahren, weil der Rauch der Dampflokomotiven nicht abzog. Es musste nach einer Zugfahrt zwei bis drei Stunden gewartet werden, bevor ein nächster Zug sicher durch den Tunnel fahren konnte. Häufig fiel der Kesseldruck der zweiten Lok von 14 bar auf 5 bar oder weniger ab, weil es in der sauerstoffarmen Luft unmöglich war, das Feuer richtig zu unterhalten.

#### Elektrifizierung

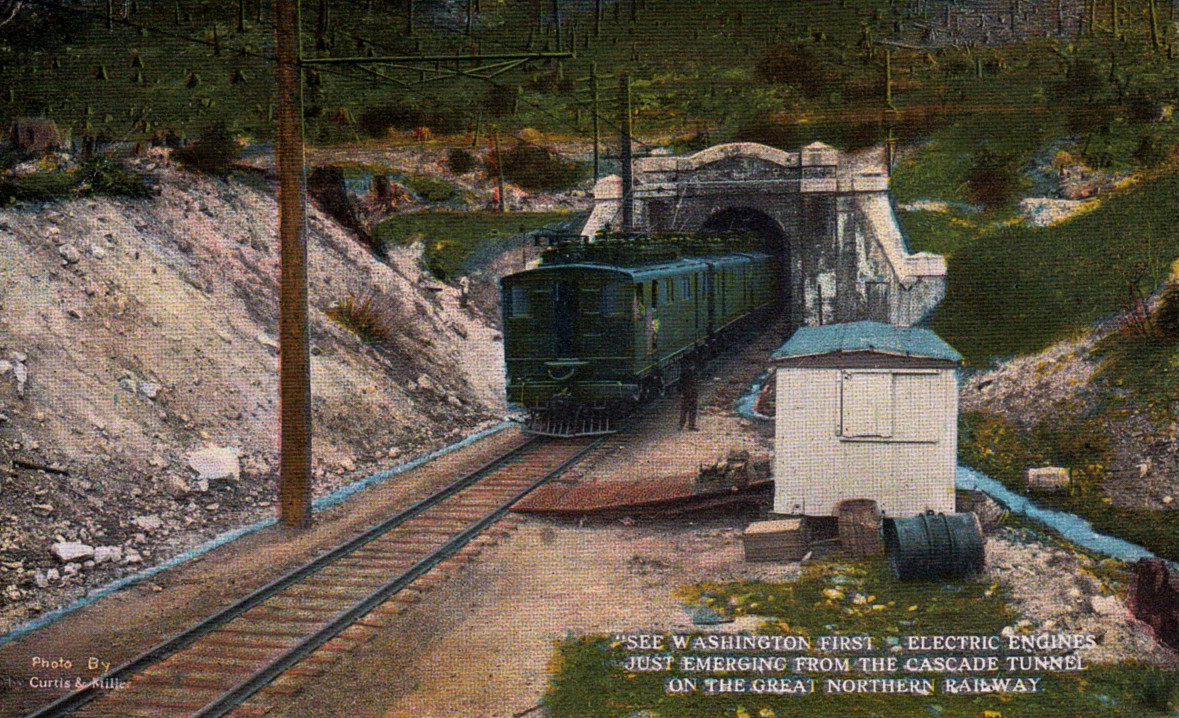
Drei der vier Drehstromlokomotiven beim Tunnelportal

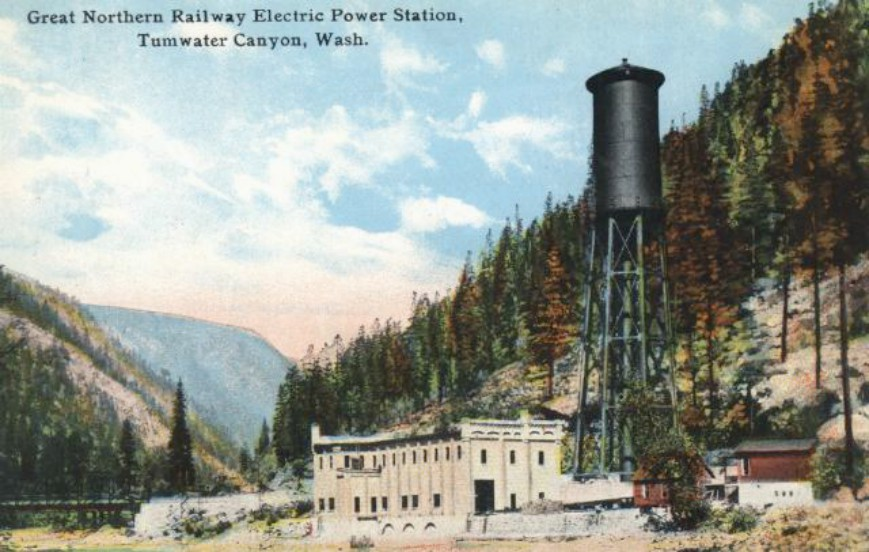
Kraftwerk mit Wasserschloss

Um dieses Problem zu lösen, wurde der 6,4 km lange Abschnitt zwischen Wellington und dem Betriebsbahnhof Cascade Station elektrifiziert.
Der elektrische Betrieb begann am 10. Juli 1909.
Die Great Northern Railway beschaffte dafür vier Drehstromlokomotiven der Klasse 5000, die über eine zweipolige Oberleitung und die Fahrschienen als drittem Phasenleiter mit Energie versorgt wurden. Als Stromsystem wurde Dreiphasenwechselstrom mit einer Spannung von 6.600 Volt und einer Netzfrequenz von 25 Hertz gewählt.

##### Kraftwerk und Übertragungsleitung
Die benötigte elektrische Energie lieferte das eigens dafür gebaute Kraftwerk im Tumwater Canyon ungefähr 40 km westlich des Tunnels. Für den Antrieb der drei Francis-Turbinen wurde das Wasser aus dem Tumwater Dam am Wenatchee River genutzt. Vom Staudamm führte eine 3,4 km lange aus Holzdauben hergestellte Druckleitung zum Maschinenhaus. Neben dem Maschinenhaus stand ein 64 m hoher 3.800 m³ fassender Stahltank, der als Wasserschloss diente. Jeder der drei Generatoren hatte eine Leistung von 2 MW. Die Spannung wurde im Kraftwerk auf 33 kV hochgesetzt und über eine 48 km lange Hochspannungsleitung zum Tunnel gebracht.

### Einstellung
1927 wurde der elektrische Betrieb im Vorgriff auf den im Bau befindlichen neuen Tunnel Richtung Westen bis Skykomish ausgedehnt.
Bei dieser Gelegenheit wurde das Dreiphasenwechselstrom-System aufgegeben, die zweipolige Oberleitung abgebaut und die Strecke mit 11 kV, 25 Hz Wechselspannung neu elektrifiziert.
Die vier Drehstromlokomotiven wurden von den Elektrolokomotiven der Klasse Z-1 abgelöst.

### Unglücke und Zwischenfälle

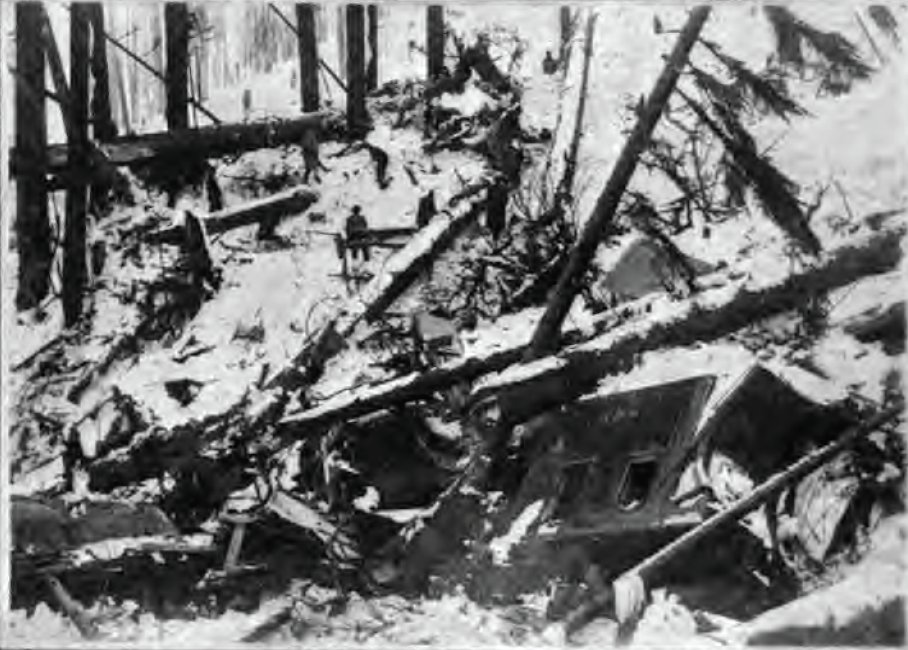
Wrack eines Zuges nach der Lawinenkatastrophe von Wellington

Auch der Betrieb des Tunnels wurde im Winter durch extreme Schneefälle erschwert und durch Lawinen gefährdet.
Am 1. März 1910 kamen bei einer Lawinenkatastrophe, dem Eisenbahnunfall von Wellington, 96 Menschen ums Leben. Dabei wurden zwei Züge ins Tal gerissen. Wellington wurde daraufhin in Tye umbenannt.

### Stilllegung
1929 wurde der alte Tunnel nach Inbetriebnahme des neuen Tunnels stillgelegt. Der Tunnel existiert noch heute, ist aber einsturzgefährdet und darf deshalb nicht betreten werden.
Der Tunnel und das System aus Spitzkehren wurden 1993 von der American Society of Civil Engineers in die List of Historic Civil Engineering Landmarks aufgenommen.

## Der neue Tunnel

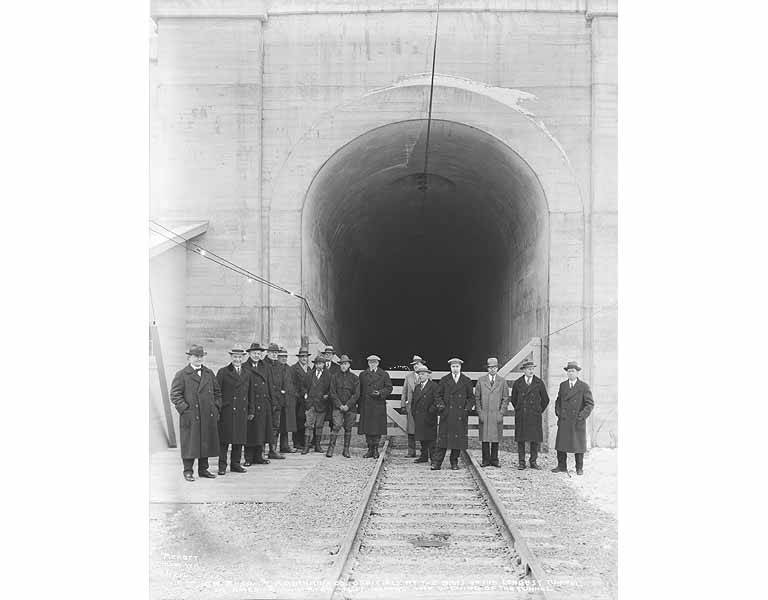
Vertreter der Great Northern Railway und des Bauunternehmens vor dem Tunnelportal

Die Lawinenkatastrophe von Wellington gab den Anstoß zur Planung des neuen Tunnels.
Dieser liegt 153 m (502 ft) tiefer als der alte und verkürzt die Eisenbahnstrecke um 14 km (8,7 Meilen).

### Bau
Die Bauarbeiten begannen am 28. Dezember 1925 und wurden von A. Guthrie and Company ausgeführt.
Ziel war es, den Tunnel vor dem Winter 1928/1929 fertigzustellen, um den für den Unterhalt der Lawinengalerien notwendigen Aufwand einsparen zu können.
Am 12. Januar 1929 wurde der 25 Mio. US-Dollar teure Tunnel dem Betrieb übergeben. Mit einer Länge von 12,5 km (7,77 Meilen) war der Cascade Tunnel damit der längste Eisenbahntunnel der Westlichen Hemisphäre und gleichzeitig der drittlängste der Welt.

### Betrieb
Die Steigung der Strecke beträgt innerhalb des Tunnels 16 ‰, auf dem Rest der Strecke bis zu 22 ‰.
Es ergaben sich daher die gleichen betrieblichen Probleme wie beim alten Tunnel.

#### Elektrischer Betrieb 1929–1956
Mit der Inbetriebnahme des Tunnels wurde der elektrische Betrieb 1929 auf die 117 km (73,9 Meilen) lange Strecke zwischen Wenatchee im Osten und Skykomish im Westen ausgedehnt.
Durch die Verwendung von Umformerlokomotiven der Klassen Z-1 und Y-1 wurde es möglich, beim Bremsen Energie in die Oberleitung zurückzuspeisen.
Mit der Klasse W-1 wurden ab 1946 die größten je in Nordamerika eingesetzten Elektrolokomotiven auf dieser Strecke eingesetzt.

#### Betrieb seit 1956
Die elektrische Ausrüstung hätte 1956 erneuert werden müssen.
Die Great Northern Railway entschied, den elektrischen Betrieb aufzugeben und stattdessen in maschinelle Lüftung zu investieren, um den Tunnel für Diesellokomotiven befahrbar zu machen.
Dadurch entfiel das bis dahin erforderliche Umspannen.

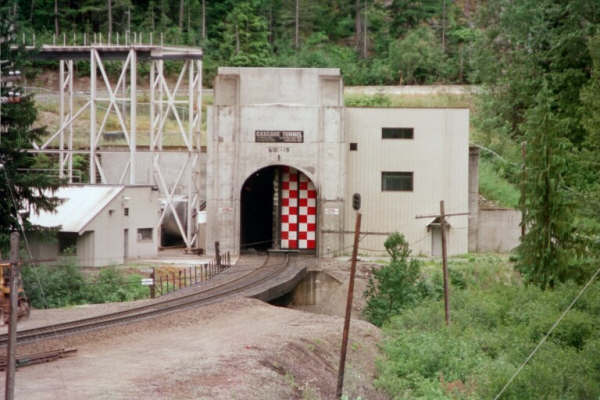
Das Ostportal des Cascade Tunnel öffnet sich für einen Zug

Am östlichen Tunnelportal wurden ein Tor und ein Maschinenraum für die Tunnelbelüftungsanlage errichtet.
Der Tunnel verlängerte sich dadurch um 10 m.
Es sind zwei Gebläse mit einer Leistung von jeweils 597 kW (800 hp) installiert.
Sobald ein Zug von Westen her in den Tunnel einfährt, schließt sich das Tor und es wird Frischluft in den Tunnel eingeblasen.
Auf diese Weise wird den Dieselmotoren der Lokomotiven kühle, sauerstoffreiche Luft zugeführt.
Solange sich der Zug im Tunnel befindet, arbeiten die Gebläse mit verminderter Leistung, da sonst ein zu großer Druckunterschied zwischen dem Tunnel und der Außenluft entstünde.
Das Tor wird vor dem Zug geöffnet und nach der Durchfahrt sofort wieder geschlossen.
Anschließend laufen die Gebläse 20 Minuten lang auf voller Leistung, um Abgase aus dem Tunnel zu entfernen.
Für Züge der Gegenrichtung öffnet sich das Tor, wenn diese noch etwa 1 km entfernt sind.
Das Zugpersonal führt Atemschutzgeräte mit sich für den Fall, dass die Lüftungsanlage ausfällt oder der Zug im Tunnel zum Stehen kommt.
Für den Notfall stehen im Tunnel außerdem im Abstand von 460–760 m (1.500–2.500 ft) Sauerstoffflaschen und weitere Ausrüstungsgegenstände bereit.
Die zulässige Geschwindigkeit im Tunnel beträgt 40 km/h (25 mph).
Aufgrund des beschriebenen Belüftungsverfahrens ist die Anzahl der den Tunnel durchfahrenden Züge auf 28 pro Tag begrenzt.
Die Great Northern Railway ging 1970 in der Burlington Northern Railroad auf.
Diese wiederum verschmolz 2005 mit der Atchison, Topeka and Santa Fe Railway zur BNSF Railway, von welcher der Tunnel heute betrieben wird.
Durch den Tunnel verkehrt auch der von Amtrak betriebene Empire Builder.

### Unglücke und Zwischenfälle
Am 4. April 1996 durchbrach ein ostwärts fahrender Zug das Tor, nachdem dieses sich nicht rechtzeitig geöffnet hatte. Verletzte oder Tote waren dabei nicht zu beklagen.
Im Herbst 2001 beschädigte ein im Tunnel entgleister Wagen diverse technische Einrichtungen.